# Мокрени
Мокрени (мкд. Мокрени) су насеље у Северној Македонији, у средишњем државе. Мокрени припадају општини Чашка.

## Географија
Мокрени су смештени у средишњем делу Северне Македоније. Од најближег већег града, Велеса, насеље је удаљено 40 km југозападно.
Насеље Мокрени се налази у историјској области Азот. Насеље је смештено у долини реке Бабуне. Југозападно од насеља издиже се планина Бабуна. Надморска висина насеља је приближно 560 метара.
Месна клима је континентална.

## Становништво
Мокрени су према последњем попису из 2002. године имали 16 становника.
Према истом попису претежно становништво у насељу су етнички Македонци (100%).
Већинска вероисповест је православље.